# Kirknewton, Skottland
Kirknewton är en ort i Storbritannien.   Den ligger i kommunen West Lothian och riksdelen Skottland, i den centrala delen av landet, 500 km norr om huvudstaden London. Kirknewton ligger 171 meter över havet och antalet invånare är 1 755.
Terrängen runt Kirknewton är platt åt nordväst, men åt sydost är den kuperad. Terrängen runt Kirknewton sluttar norrut.Runt Kirknewton är det ganska tätbefolkat, med 172 invånare per kvadratkilometer. Närmaste större samhälle är Edinburgh, 15,6 km nordost om Kirknewton. Trakten runt Kirknewton består i huvudsak av gräsmarker.